# Canton Basilea
Il Canton Basilea fu un cantone svizzero, membro della Confederazione dal 1501. Nel 1833 tuttavia, in seguito alla battaglia di Hülftenschanz, venne suddiviso nei semicantoni Basilea Città e Basilea Campagna, i quali hanno - a differenza dei cantoni, soltanto un rappresentante al Consiglio degli Stati.